# Gmünd (Pfatter)
Gmünd ist ein Kirchdorf und Ortsteil der Gemeinde Pfatter im Landkreis Regensburg (Bayern). Bis 1978 war Gmünd eine eigenständige Gemeinde.

## Geographie
Gmünd liegt ca. 25 km östlich von Regensburg im Landkreis Regensburg in der Oberpfalz. Der Ort liegt an der Donau gegenüber Wörth an der Donau.

## Geschichte
Die katholische Expositurkirche St. Georg aus dem 17. Jahrhundert hat einen romanischen Turm, ist also wie der Ort schon wesentlich älter. Die ehemals selbstständige Gemeinde Gmünd mit Herfurth und Irling entstand mit dem bayerischen Gemeindeedikt von 1818 und wurde am 1. Mai 1978 in die Gemeinde Pfatter eingegliedert.

## Bauwerke
- St.-Georgs-Kirche
- Dorfkapelle aus dem 19. Jahrhundert
- 2 weitere Kapellen